# Robert Kayser
Robert Kayser (* 15. Januar 1805 in Naumburg; † 27. Oktober 1877 in Hamburg) war ein deutscher Kaufmann, Bankier und Kommunalpolitiker.

## Leben
Kayser ging nach Abschluss einer kaufmännischen Lehre 1829 nach Chile. Nach einiger Zeit in Chile gründete er zusammen mit Max Theodor Hayn die Handelsfirma Kayser, Hayn & Co. in Mazatlán, an der er Teilhaber war. 1839 kehrte Kayser nach Hamburg zurück. 1843 gründete er zusammen mit Hayn und Kunhardt eine Gesellschaft in Valparaíso die bis 1849 bestand, im selben Jahr wurde die Firma Kayser, Hayn & Co. in Mazatlán aufgelöst. Kayser legte 1843 den Hamburger Bürgereid ab. Mit seinen Geschäftspartnern gründete er 1846 die Firma Kunhardt, Kayser & Hayn in Hamburg, die nach dem Tod Kunhardts 1850 in Kayser & Hayn umbenannt wurde. Mit dem Ausstieg Hayns 1854 firmierte die Gesellschaft nur noch unter Robert Kayser und bestand bis 1865. 

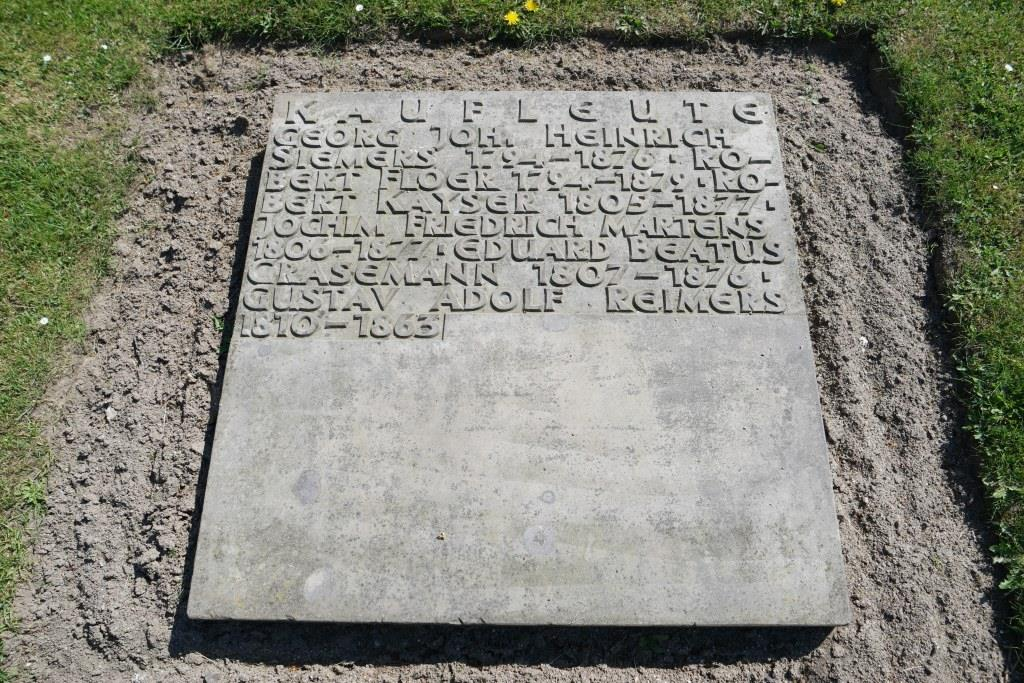
Robert Kayser, Sammelgrabplatte Kaufleute, Friedhof Ohlsdorf

Kayser zählte 1856 zu den Gründern der Norddeutschen Bank und galt als eine der treibenden Kräfte. Er war mit einem Gründungskapital von 500.000 Mark Banco beteiligt. Er gehörte dem Verwaltungsrat der Norddeutschen Bank von 1856 bis 1877 als stellvertretender Vorsitzender an. 
Ab 1850 gehörte Kayser der Commerzdeputation an, die er im Jahre 1856 als Präses leitete. Kayser war weiterhin vielfältig ehrenamtlich in verschiedenen Deputationen in Hamburg engagiert. Von 1859 bis 1862, von 1862 bis 1868 und von 1871 bis 1877 gehörte er der Hamburgischen Bürgerschaft an.
Auf dem Hamburger Ohlsdorfer Friedhof wird auf einer der Sammelgrabplatten Kaufleute des Althamburgischen Gedächtnisfriedhofs unter anderen an Robert Kayser erinnert.